# Skogshakmossa
Skogshakmossa (Rhytidiadelphus subpinnatus) är en bladmossart som först beskrevs av Sextus Otto Lindberg, och fick sitt nu gällande namn av T.J.Kop.. Skogshakmossa ingår i släktet hakmossor, och familjen Hylocomiaceae. Arten är reproducerande i Sverige.